# セモヴェンテ da 47/32
セモヴェンテ L40 da 47/32（Semovente Leggero Modello 1940 da 47/32）は、第二次世界大戦中のイタリアの突撃砲である。
フィアット L6/40の車体にDa 47/32 Mod.35を搭載して作られている。戦闘室はオープントップであった。
1941年から約400輌が生産された。
イタリア降伏後はドイツ軍が接収し、「Sturmgeschütz L6 mit 47/32 770(i)」の外国器材番号を付与した。

## 概要
1930年代末、イタリア陸軍は、ベルサリエーリを、直接射撃により支援する、軽量かつ快速の自走砲の開発を企図した。
それまで、ベルサリエーリの標準支援砲は、ピュトー（プトー）歩兵砲の拡大改良型である、Da 47/32 Mod.35（1935年式32口径47 mm砲）であった。この砲にはサスペンションが無かったために、高速なトラックやトラクターではなく、低速な馬で牽引するか、分解して、ラバに積んで運ぶしかなかった。
1939年、トラックやトラクターによる高速牽引が可能な、サスペンションを備えた、改良型のDa 47/32 Mod.39（1939年式32口径47 mm砲）が開発されたのを機に、旧式となったMod.35を、自走砲化することになった。
ブレダ社は、L3/35軽戦車（実質は豆戦車）の戦闘室の上部構造物を撤去し、シャーシ中央にDa 47/32 Mod.35を搭載することにし、試作車が製造された。この「セモヴェンテ L3 da 47/32」と呼ばれる自走砲は、乗員防御が不十分だったために、イタリア陸軍に受け入れられず、開発は中止された。
同時期、アンサルド社は、M6中戦車（後のL6/40軽戦車）のシャーシに、同じく自社製のDa 75/18（18口径75 mm砲）を搭載することを計画し、モックアップを製作した。この「セモヴェンテ M6 da 75/18」と呼ばれる自走砲も、重量、低速、弾薬搭載数の少なさが、イタリア陸軍に受け入れられず、計画は中止された。
M6のシャーシに75 mm砲を搭載する計画が中止された後も、同シャーシに47 mm砲を搭載する計画は進められた。
L6の車体に47 mm砲を搭載した最初の自走砲は、モックアップが1つだけ作られた。L6/40の車体から砲塔を撤去し、上部構造物上面中央に防盾付の47 mm砲が搭載された。この防盾は、敵の軽火器から砲座を保護するためのものであった。
この計画も、車高が高すぎたので、イタリア陸軍には受け入れられなかった。1940年末、アンサルド社は、シャーシと大砲の種類はそのままに、計画を修正するよう、要請された。
こうして、1941年1月、後のセモヴェンテ L40 da 47/32の開発が始まり、1941年5月10日、プロトタイプがCSMM（Centro Studi della Motorizzazione Militare、軍事自動車化研究局）にて発表された。
主砲が、2つのハッチを持つ装甲天板を備えた固定戦闘室の中にあったために、最初のモックアップより、車高はずっと低かった。
この試作車は、イタリア陸軍に非常に高く評価され、歩兵支援や、戦車駆逐車の役割に適しているとされた。
試験で、3人の乗員の作業に支障をきたすことが明らかになったため、車体の屋根を取り除くことが命じられ、乗員防御力は低下したが、利用できるスペースは拡大した。
1941年末に提出された、プロトタイプの最終版では、上部構造は再設計され、装甲天板は完全に取り除かれ、上部構造前面装甲板の両角に丸みが加えられた。
装甲天板の代わりに防水シートが、雨や砂漠の砂塵から、乗員と砲を保護した。防水シートは、使用しないときは、棒状に丸められて、上部構造の背面に置かれ、革ひもで縛られていた。
防水シートに防弾性能は無いので、乗員は、戦車兵用のパッド入りヘルメットではなく、歩兵用のスチールヘルメットを着用した。
量産車では、生産性を上げるため、上部構造前面装甲板の丸みを帯びた両角が廃止された。
乗員は車長兼砲手、操縦手、装填手の三名であった。操縦手は戦闘室内前方右側の固定席に座っていた。装填手は操縦手の後方、砲手の右側に位置し、戦闘室の床に固定された弾薬棚に座っていた。視界が良いのは装填のために身を曝す装填手であり、装填手が戦場を監視し、目標を見つけるのが通例であった。

## 登場作品
『War Thunder』
イタリアの駆逐戦車47/32 L40として登場。